# Palpita euphaesalis
Palpita euphaesalis là một loài bướm đêm trong họ Crambidae.